# Sven Ušić
Sven Ušić (Pola, 19 agosto 1959) è un ex cestista e allenatore di pallacanestro jugoslavo, dal 1992 croato.
È il padre della ex pallavolista Senna Ušić.

## Carriera
Con la Jugoslavia ha disputato i Campionati europei del 1985.

## Palmarès

### Giocatore
- YUBA liga: 3

Cibona Zagabria: 1981-82, 1983-84, 1984-85
- Coppa di Jugoslavia: 7

Cibona Zagabria: 1980, 1981, 1982, 1983, 1985, 1986, 1988
- Coppa dei Campioni: 2

Cibona Zagabria: 1984-85, 1985-86
- Coppa delle Coppe: 2

Cibona Zagabria: 1981-82, 1986-87